# Kambiz I.
Kambiz I. (staroperz. Kambūjiya „Stariji“, grč. Καμβύσης, lat. Cambyses) bio je kralj Anšana koji je vladao od 580. do 559. pr. Kr. Njegov sin Kir Veliki utemeljio je golemo Ahemenidsko Perzijsko Carstvo.

## Obitelj
Kambiz I. je jedan od ranijih pripadnika iranske dinastije Ahemenida. Njegov pradjed Ahemen smatra se utemeljiteljem dinastije po kojem je ista dobila ime. Kambizov djed Teisp od Anšana osvojio je elamski grad Anšan koji se vezuje uz njihova imena, a otac Kir I. vladao je kao vazalski kralj pod Babilonijom i Medijom. Teispov unuk, odnosno rođak Kambiza I., bio je Arsam od Perzije.

## Život i značaj
Prema Herodotu, Kambiz I. bio je „čovjek iz ugledne obitelji i mirne naravi“. Vladao je kao vazalski kralj medijskog kralja Astijaga. Oženio se princezom Mandanom od Medije, kćeri Astijaga i princeze Arijene od Lidije, odnosno unukom Kijaksara od Medije i Alijata II. od Lidije. Njihov brak izrodio je njegova nasljednika Kira Velikog.

## Smrt
Prema sirijskom povjesničaru Nikolaju iz Damaska njegovo izvorno ime bilo je Atradat, a ranjen je u bitci kod perzijske granice nakon koje je podlijegao ozljedama. Bitku protiv medijskog kralja Astijaga je vodio zajedno sa svojim sinom Kirom Velikim. Datum njegove smrti nije pouzdan, no najčešće se spominju 559. ili 551. pr. Kr. Prema drevnim zapisima, pokopan je uz najviše počasti.

## Ostavština
Herodot spominje kako je Astijag odabrao Kambiza za zeta jer ga nije smatrao prijetnjom za medijski tron. To ipak nije bio slučaj s njegovim sinom Kirom II. koji je perzijskim ustankom zbacio djeda Astijaga s prijestolja i osnovao Ahemenidsko Perzijsko Carstvo.

## Kronologija
- 580. pr. Kr. - početak vladavine Kambiza I., sina Kira I.
- 559. pr. Kr. - Kambiz I. umire, a nasljeđuje ga njegov sin Kir Veliki.

## Poveznice
- Ahemenidsko Carstvo
- Perzijsko Carstvo
- Kir Veliki
- Medija

| Prethodnik:                          | Kralj Anšana (cca 580. - 559. pr. Kr.) | Nasljednik:                          |
| Kir I. (cca 640. - cca 580. pr. Kr.) | Kralj Anšana (cca 580. - 559. pr. Kr.) | Kir Veliki (cca 559. - 530. pr. Kr.) |

## Vanjske poveznice
- Kambiz I. od Anšana, livius.org  Arhivirana inačica izvorne stranice od 26. veljače 2009. (Wayback Machine)
- Kambiz I. od Anšana, „Enciklopedija Britannica“
- Kambiz I. (Bartleby.com)
- [neaktivna poveznica]